# Rubí (telenovela de 1968)
Rubí es una telenovela de 1968 dirigida por Fernando Wagner y producida por Valentín Pimstein para Teleprogramas Acapulco, S.A. -una empresa productora perteneciente a Telesistema Mexicano, hoy Televisa- en 1968. Basada en una historieta homónima escrita por Yolanda Vargas Dulché. Su éxito fue rotundo, pero debido a las limitaciones de la televisión de la época, poca cobertura que no cubría todo el país y la imagen en blanco y negro animaron a Yolanda Vargas Dulche a lanzar la versión en cine. 
Fue protagonizada y antagonizada por Fanny Cano, junto a Antonio Medellín, Carlos Fernández, la participación de Irma Lozano, María Eugenia Ríos y las primeras actrices Alicia Montoya y Dolores Camarillo.

## Sinopsis
Esta telenovela cuenta la historia de Rubí (Fanny Cano), una muchacha pobre pero muy hermosa, pero también muy ambiciosa, que vive con su madre Refugio (Alicia Montoya) y su hermana Cristina (María Eugenia Ríos), quien paga su escuela. Su mejor amiga es Maribel (Irma Lozano), su compañera de estudios, quien tiene un defecto en su pierna izquierda al padecer de polio cuando era niña, vive con su padre, Julio (Antonio Raxel) que es un multimillonario y su nana Toña (Dolores Camarillo), que la quiere incondicionalmente y la ha criado y cuidado desde que murió su madre. Rubí siente envidia hacia Maribel por esta ser millonaria. Maribel tiene un novio por correspondencia, César Valdés (Carlos Fernández) que es ingeniero y viene a conocerla acompañado de su mejor amigo Alejandro del Villar (Antonio Medellín) que es médico. Ambos estudiaban en el extranjero. Inmediatamente Rubí se siente atraída por César, porque es guapo y tiene dinero, no así por Alejandro por este ser de origen humilde. Sin embargo Alejandro se da cuenta de que Rubí es mala, que odia a Maribel y se lo recrimina. Le advierte a César que Rubí puede destruir su dicha antes de que se realice. Maribel y César planifican su matrimonio. Rubí se ofrece a ayudar a César con las compras de los anillos y el ajuar de bodas, con su coquetería comienza a enamorar a César. Este se enamora perdidamente de ella. Se lo confiesa a Alejandro, este le aconseja que debe casarse con Maribel y olvidar a Rubí por la que solo siente deseo. Rubí logra poner a César en contra de Alejandro, le hace ver que Alejandro trató de abusar de ella. César golpea a Alejandro y le dice que no lo quiere volver a ver. En su oficina, César le propone a Rubí que se vaya con él a Nueva York donde lo contrataron para la construcción de un edificio, Rubí acepta. Maribel que viene a ver a César escucha todo. Rubí y César se escapan,  antes de tomar el avión su hermana Cristina la maldice y la abofetea. Maribel, después de un tiempo encerrada, visita a Alejandro en el hospital donde trabaja y este le ofrece trabajo como voluntaria. Lejos de todos, Rubí se hace adicta a los juegos de azar. César tiene un accidente, cae de lo alto del edificio que construye y queda en silla de ruedas. Maribel conoce al doctor Federico Cuevas (Javier Ruán) en el hospital donde trabaja, se enamoran y se casan. Rubí sigue jugando y deja en la ruina a César, él tiene que operarse, pero no tienen dinero y deciden regresar a México. Rubí busca a Alejandro, le cuenta lo que le ocurrió a César. Alejandro la desprecia. Por humanidad visita a César, le ofrece operarlo. Rubí empieza a enamorar a Alejandro, al principio este la rechaza pero termina aceptándola. Rubí le propone a Alejandro que mate a César durante la operación, este lo rechaza. Minutos antes de la operación Rubí le dice a César que ama a Alejandro y que se casarán. César queda destruido. Durante la operación, Alejandro se atormenta pensando en las cosas que Rubí le ha dicho, se distrae y César muere. Alejandro se siente culpable, busca a Rubí, discuten, él la abofetea y Rubí da un mal paso y cae por el ventanal de su departamento desfigurándose la cara. En el hospital, Rubí destrozada, con el rostro completamente vendado, acusa a Alejandro de tirarla por el ventanal, lo hace para que la policía lo traiga hasta ella. Ahí le confiesa a la policía que Alejandro no tuvo nada que ver. Le pide a Alejandro que le quite las vendas de su rostro y le pide perdón. Al ver aquel rostro horrendamente desfigurado, la perdona. Después de ser perdonada, Rubí muere. Alejandro al salir de la habitación se encuentra con Eloísa (Nancy MacKenzie), la enfermera que lo asiste en el hospital, que siempre lo ha amado, él se da cuenta y le confiesa su amor. Se casan. Al final presentan imágenes de Rubí   y en la voz de la escritora se escucha la siguiente advertencia: A ti mujer que has seguido paso a paso el desarrollo de esta historia, que ella te sirva de ejemplo para evitar que tu belleza física desvanezca tu belleza moral. A ti hombre que has visto el engaño y la perversidad ocultos bajo la hermosura, no te detengas ante unos labios encendidos y unos ojos fascinantes, conoce primero el alma de la mujer que has de amar, te lo dice tu amiga Yolanda Vargas Dulché.

## Reparto
- Fanny Cano .... Rubí Durán
- Antonio Medellín .... Alejandro del Villar
- Carlos Fernández .... César Valdés López
- Irma Lozano .... Maribel De La Fuente
- Alicia Montoya .... Refugio Vda. de Durán
- María Eugenia Ríos .... Cristina Durán
- Leopoldo Benítez .... Ricardo Hernández, esposo de Cristina
- Velia Vegar .... Doña Lolita López de Valdés
- Javier Ruán ....  Federico Cuevas
- Antonio Raxel .... Julio De La Fuente
- Julieta Bracho .... Laura
- Raúl "Chato" Padilla .... Don Pedro Valdés
- Dolores Camarillo .... Nana Toña
- Aurora Cortés .... Bernardina
- Nancy MacKenzie .... Eloísa
- Josefina Escobedo .... Doña Mercedes Reynoso, madrina de César
- Armando Velasco .... Don Jorge Reynoso, padrino de César
- Enrique Becker .... Pablo Beristain
- Alberto Zayán .... Ramiro
- Maricruz Nájera
- Alberto Galán .... Rodrigo De La Fuente
- Enriqueta Lara
- Marina Isolda
- Magda Haller .... Cuca
- Julia Marichal .... Felisa
- Crsitela Guajardo .... secretaria de César
- Carmen Cortés .... Felisa
- Antonio Brillas .... médico
- Justo Martínez .... médico
- Rolando de Castro .... empleado del banco
- Guillermo Argüelles .... empleado del banco
- Gerardo del Castillo .... Señor Bórquez, gerente del hotel

## Versiones

### Historieta
- Rubí (1963) historieta escrita por Yolanda Vargas Dulché y dibujada por Antonio Gutiérrez en la revista Lágrimas, risas y amor.

### Televisión
- Rubí (2004) telenovela producida por José Alberto Castro para Televisa, protagonizada por Bárbara Mori.
- Rubi (2010), telenovela filipina producida por ABS-CBN y protagonizada por Angelica Panganiban.
- Rubí (2020) telenovela producida por Carlos Bardasano para Televisa, protagonizada por Camila Sodi

### Cine
- Rubí (1970), dirigida y adaptada por Carlos Enrique Taboada, protagonizada por Irán Eory.